# Hongqi H9
O Hongqi H9 é um automóvel de luxo produzido pela FAW Group sob a marca Hongqi.

## História
O H9 foi apresentado em abril de 2020. Está no mercado chinês desde agosto de 2020. Uma versão alongada do H9, o H9+, foi lançada em 2021. Ele pode ser distinguido do H9 normal por um pilar B maior e cromado.
O veículo foi lançado em Dubai em dezembro de 2020.

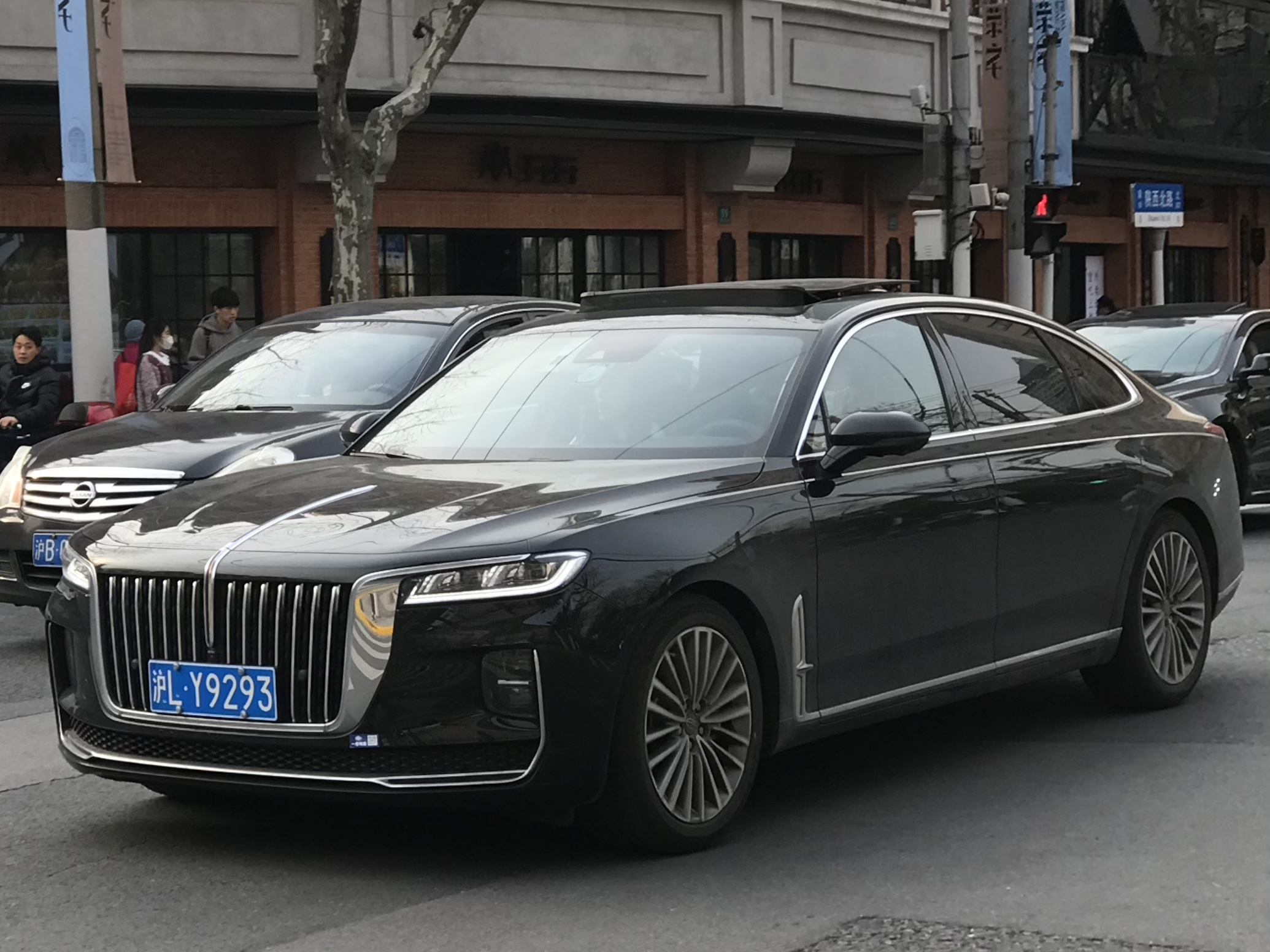
Hongqi H9 com o teto solar aberto
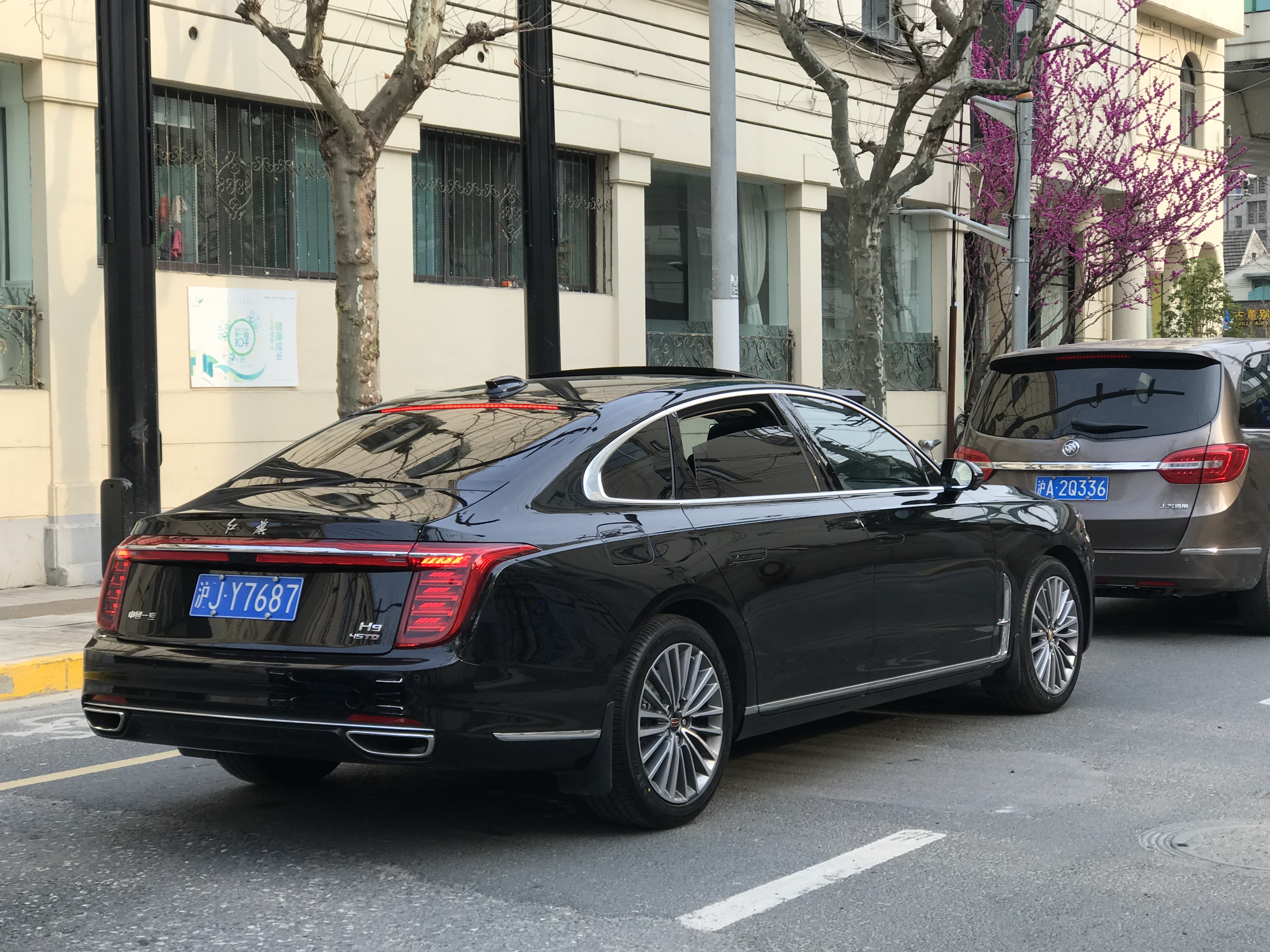
Hongqi H9
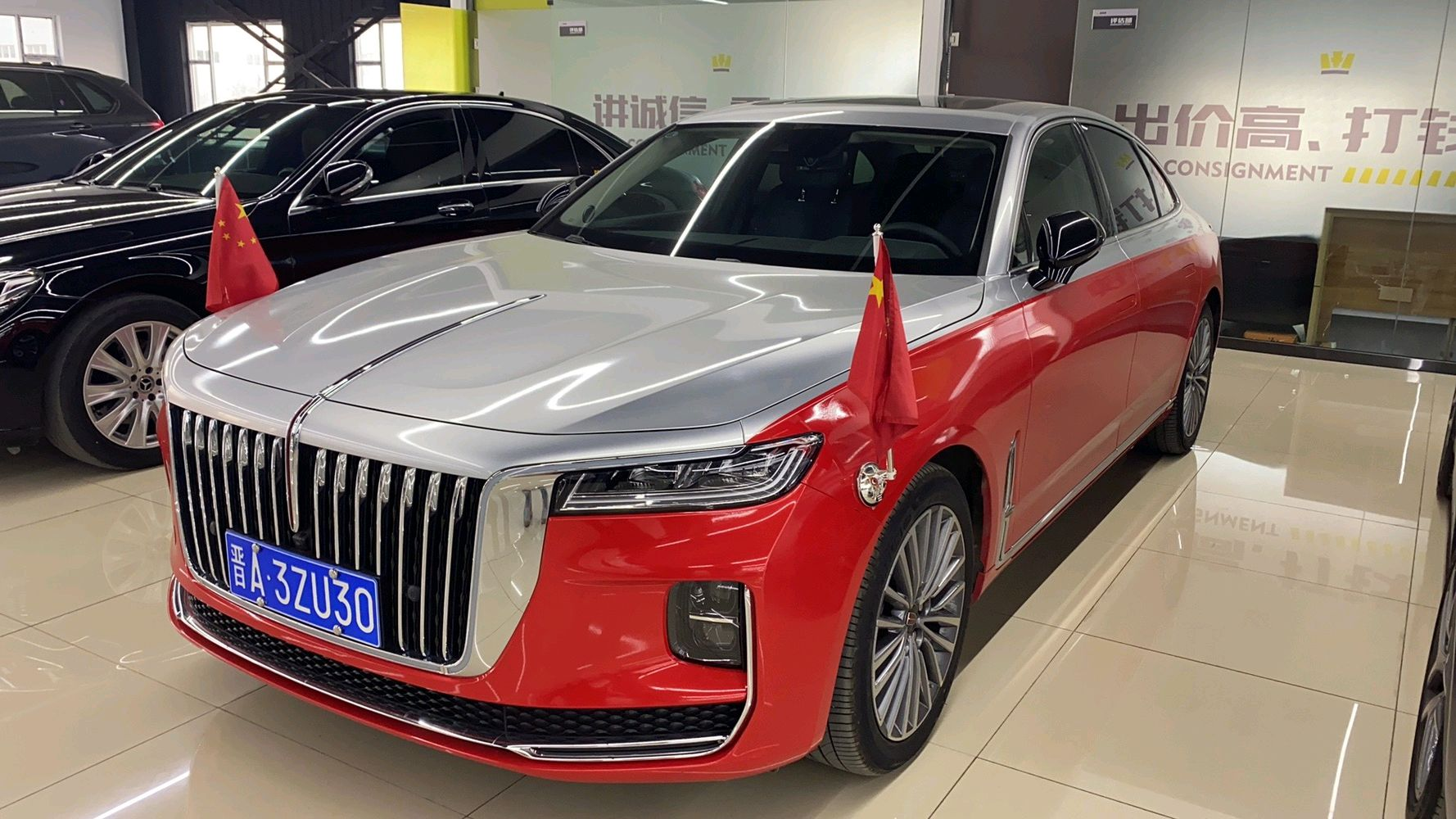
Hongqi H9 em sua pintura bicolor

## Especificações técnicas
O H9 é movido por um motor a gasolina turboalimentado de 2 litros mais um sistema híbrido moderado de 48V com 185 kW (252 cv) ou um motor a gasolina superalimentado de 3 litros com 208 kW (283 cv). Ambas as variantes têm tração traseira e transmissão de dupla embreagem de 7 velocidades.